# Aiaki
Ijaki é uma pequena localidade em Kiribati localizada no atol Onotoa a cerca de 117 km de Tarawa.